# 石鎚村
石鎚村（いしづちむら）は愛媛県東予地方の周桑郡にあった村である。旧周敷郡。
1955年（昭和30年）に、石鎚村、小松町、石根村の1町2村の合併により小松町となり、自治体としては消滅した。小松町は平成の市町村合併にて西条市、東予市、周桑郡2町の合併により、西条市となり、現在に至っている。

## 地理
現在の西条市の南西部、石鎚山の北麓。加茂川の上流域。
村名の由来
石鎚山にちなむ。
なお、旧村名の「千足山」は戦国時代からその名が用いられていた。

## 歴史
藩政期
はじめ一柳氏領、後に小松藩領。
明治以降
林業を生業とし、かつては石鎚山の登山口として栄えたが、西条市側にロープウェイが開通し、当村からの登山客が激減し、平地への離村が増え、村は衰退していった。

## 村の沿革
- 1889年12月15日 - 町村制施行に伴い千足山村（せんぞくやまむら）が1村で周敷郡千足山村となる。
- 1897年4月1日 - 周敷郡が桑村郡と合併して周桑郡となる。
- 1951年8月10日 - 千足山村を石鎚村に改称。
- 1955年4月25日 - 小松町・石根村と合併して小松町となり、自治体としての歴史を閉じた。「石鎚村」としては、4年の歴史であった。

```
石鎚村の系譜
（町村制実施以前の村）　（明治期）　　　　　　　　　（昭和の合併）　（平成の合併）
　　　　　　　　　　　　町村制施行時　　　　　　　
　　　　　　　　　　　　　　　　　　　昭和26年8月10日
　　　　　　　　　　　　　　　　　　　　改称
千足山　━━━━━━━千足山村━━━━━石鎚村━━┓
　　　　　　　　　　　　　　　　　　　　　　　　　┃昭和30年4月25日
　　　　　　　　　　　　　　　　　　　　　　　　　┃  合併
　　　　　　　　　　　　　　　　　　　　　　　　　┣━小松町　━━━━━┓
　　　　　　　　　　　小松村━━━━小松町━━━━┫　　　　　　　　　　┃
　　　　　　　　　　　石根村━━━━━━━━━━━┛　　　　　　　　　　┃
　　　　　　　　　　　　　　　　　　　　　　　　　　　　　　　　　　　　┃平成16年11月1日　
　　　　　　　　　　　　　　　　　　　　　　　　　　　　　　　　　　　　┃新設合併、新・西条市発足
　　　　　　　　　　　　　　　　　　　　　　　　　　　　　西条市━━━━╋━━西条市
　　　　　　　　　　　　　　　　　　　　　　　　　　　　　東予市━━━━┫
　　　　　　　　　　　　　　　　　　　　　　　　　　　　　丹原町━━━━┛

（注記）石鎚村以外の合併以前の系譜はそれぞれの市町村の記事を参照のこと。

```

## 地域
千足山村、石鎚村当時は、一村から成立したため、「大字」はなかった。合併して小松町になってから、旧石鎚村域全体が「大字石鎚」となった。
石鎚（いしづち）
なお、現在、西条市になってからの地名表記では、「小松町」を付け、大字を省く。
西条市小松町石鎚ｘｘ番地

## 産業
林業主体。造林は明治以降になって行なわれ、大正時代後半に林道がつくまでは、加茂川の流れを利用して木材を運搬していた。大正時代前半頃まで製炭等も行われ、大森鉱山での精錬にも用いられていた。

## 名所
- 横峰寺
- 高瀑渓谷